# Бийсти Бойс
Бийсти Бойс е американска хип-хоп група от Ню Йорк, САЩ.
Създадена е като хардкор пънк група през 1979 г., съществува и до днес. Продала е 40 милиона албума, което я прави най-продаваната рап група според „Билборд“ от 1991 г. насам. На 4 май 2012 г. почива един от основополагащите ѝ членове Адам Яух. На 19 май 2016 почина китаристът Джон Бери

## Дискография
- Licensed to Ill (1986) (Лицензиран да върши зло)
- Paul's Boutique (1989) (Бутикът на Пол)
- Check Your Head (1992) (Провери си главата)
- Ill Communication (1994) (Лоша комуникация)
- Hello Nasty (1998) (Здравей Гадняр)
- To the 5 Boroughs (2004) (За 5-те административни района) (б.п. на Ню Йорк)
- The Mix-Up (2007) (Размешани)
- Hot Sauce Committee Part Two (2011) (Комитет „Лют сос“ Част втора)